# Oekraïense parlementsverkiezingen 2019

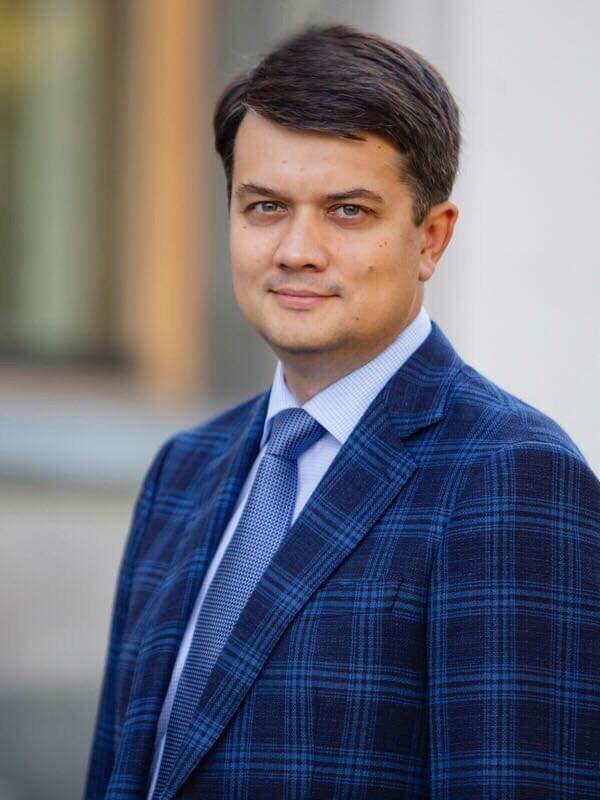
Dmytro Razoemkov, lijstaanvoerder van Dienaar van het Volk. Hij werd na de parlementsverkiezingen tot voorzitter van het parlement gekozen.

De Oekraïense parlementsverkiezingen van 2019 vonden op 21 juli van dat jaar plaats. De verkiezingen werden gewonnen door de partij Dienaar van het Volk van Volodymyr Zelensky die eerder dat jaar tot president werd gekozen. De pro-Europese partij kreeg 43% van de stemmen en kwam vanuit het niets op 253 van 424 zetels in de Verchovna Rada (parlement). Het pro-Russische Oppositieplatform - Voor het Leven kreeg 13% van de stemmen en eindigde daarmee op de tweede plaats. De partij van de voorganger van Zelenski als president, Petro Porosjenko, Europese Solidariteit was de grote verliezer bij de verkiezingen en moesten respectievelijk maar liefst 107 zetels in leveren en hield er slechts 25 over.
Na de overwinning van zijn partij Dienaar van het Volk gaf Zelenski zijn prioriteiten aan: beëindigen van de oorlog in het oosten van het land, de terugkeer van krijgsgevangenen en het bestrijden van de corruptie in het land.
De opkomst was ongeveer 50% en was daarmee iets lager dan bij de verkiezingen van 2014.

## Uitslag
| Uitslag van de parlementsverkiezingen                                                                      | Uitslag van de parlementsverkiezingen | Uitslag van de parlementsverkiezingen | Uitslag van de parlementsverkiezingen | Uitslag van de parlementsverkiezingen | Uitslag van de parlementsverkiezingen | Uitslag van de parlementsverkiezingen | Uitslag van de parlementsverkiezingen |
| # | Logo                                  | Partij                                | Lijsttrekker                          | %                                     | Zetels                                | Verschil                              |                                       |
| --- | ------------------------------------- | ------------------------------------- | ------------------------------------- | ------------------------------------- | ------------------------------------- | ------------------------------------- | ------------------------------------- |
| 1. | Logo Dienaar van het Volk             | Dienaar van het Volk(a)               | Dmytro Razoemkov                      | 43,1%                                 | 253 / 424                             | NIEUW                                 |                                       |
| 2. |                                       | Oppositieplatform - Voor het Leven(b) | Yuriy Boyko                           | 13,0%                                 | 44 / 424                              | NIEUW                                 |                                       |
| 3. | Logo Al-Oekraïense Unie "Vaderland"   | Al-Oekraïense Unie "Vaderland"(a)     | Joelia Tymosjenko                     | 8,2%                                  | 25 / 424                              | +7                                    |                                       |
| 4. | Logo Europese Solidariteit            | Europese Solidariteit(a)              | Petro Porosjenko                      | 8,1%                                  | 25 / 425                              | -107                                  |                                       |
| 5. | Logo Holos                            | Holos(a)                              | Svyatoslav Vakarsjoek                 | 5,8%                                  | 20 / 424                              | NIEUW                                 |                                       |
| 6. | Logo Oppositieblok                    | Oppositieblok(b)                      | Yevhen Moerajev                       | 3,0%                                  | 6 / 424                               | -21                                   |                                       |
| 7. | Logo Svoboda                          | Svoboda(c)                            | Oleh Tyahnybok                        | 2,15%                                 | 1 / 424                               | -5                                    |                                       |
| 8. | Logo Zelfredzaamheid                  | Zelfredzaamheid(a)                    | Andrij Sadovy                         | 0,6%                                  | 1 / 424                               | -32                                   |                                       |
| 9. | Logo Agrarische Partij                | Agrarische Partij van Oekraïne        | Mykhaylo Poplavskyi                   | 0,51%                                 | 1 / 424                               | +1                                    |                                       |
| — |                                       | Overige partijen en kandidaten        |                                       |                                       | 47 / 424                              |                                       |                                       |
| Totaal (opkomst: 49,9%)                                                                                    | Totaal (opkomst: 49,9%)               | Totaal (opkomst: 49,9%)               |                                       | 100,00%                               | 424                                   | 424                                   |                                       |
| Geregistreerde kiezers: 35.550.428                                                                         |                                       |                                       |                                       |                                       |                                       |                                       |                                       |
| (a): pro-Europese partijen (b): pro-Russische partijen (c): Nationalistische partij, gematigd pro-Europees |                                       |                                       |                                       |                                       |                                       |                                       |                                       |
| Bron: Uitslag                                                                                              |                                       |                                       |                                       |                                       |                                       |                                       |                                       |